# Трюфелевые
Трю́фелевые (лат. Tuberaceae) — семейство аскомицетовых грибов, входящее в порядок Пецицевые (Pezizales).

## Описание
Плодовые тела — крупные подземные толстостенные клейстотеции более или менее шаровидной формы, часто с неровной поверхностью. Парафизы (стерильные междуасковые гифы) отсутствуют.
Аски образуются в случайных зонах внутри плодовых тел, шаровидные, толстостенные, с различным количеством спор. Споры асептированные, коричневого цвета, заметно орнаментированные.

## Ареал
Tuber и Paradoxa известны только из Северного полушария, Dingleya, Labyrinthomyces и Reddellomyces — из Южного полушария. Choiromyces обладает наиболее обширным ареалом.

## Таксономия
По данным молекулярно-филогенетических исследований 1997 года, ближайшие родственники семейства — Helvellaceae.

### Роды
- Choiromyces Vittad., 1831
- Dingleya Trappe, 1979
- Labyrinthomyces Boedijn, 1939
- Paradoxa Mattir., 1935
- Reddellomyces Trappe, Castellano & Malajczuk, 1992
- Tuber P. Micheli ex F.H. Wigg., 1780 — Трюфель